# Mongoliet i olympiska vinterspelen 2002
Mongoliet deltog i olympiska vinterspelen 2002. Mongoliets trupp bestod av 4 idrottare varav 3 var män och 1 var kvinna. Den äldsta idrottaren i Mongoliets trupp var Davaagiin Enkhee (37 år, 201 dagar) och den yngsta var Ganbatyn Jargalanchuluun (15 år, 226 dagar).

## Resultat

### Längdskidåkning
- 15 km herrar
  - Jargalyn Erdenetülkhüür - 63
- 5+5 km damer
  - Davaagiin Enkhee - 68

### Short track
- 500 m herrar
  - Ganbatyn Jargalanchuluun - 29
- 1 000 m herrar
  - Battulgyn Oktyabri - 28